# Buková hora (berg i Tjeckien, Hradec Králové)
Buková hora är ett berg i Tjeckien.   Det ligger i regionen Hradec Králové, i den nordöstra delen av landet, 140 km öster om huvudstaden Prag. Toppen på Buková hora är 638 meter över havet.
Terrängen runt Buková hora är huvudsakligen kuperad, men den allra närmaste omgivningen är platt. Runt Buková hora är det ganska tätbefolkat, med 72 invånare per kvadratkilometer. Närmaste större samhälle är Police nad Metují, 10,6 km söder om Buková hora. Omgivningarna runt Buková hora är en mosaik av jordbruksmark och naturlig växtlighet.